# Generation Kill (Fernsehserie)
Generation Kill ist eine US-amerikanische Miniserie, die von HBO produziert wurde. Sie basiert auf dem gleichnamigen Buch Generation Kill. Sie wurde in den Vereinigten Staaten im Juli 2008 zum ersten Mal ausgestrahlt.
Die Miniserie folgt der Handlung des Romans relativ genau, einen der auffallendsten Unterschiede stellt wahrscheinlich die abgeänderte Endszene dar.

## Produktion
Sowohl David Simon als auch Ed Burns, die bereits gemeinsam an The Wire arbeiteten, waren bei Generation Kill als ausführende Produzenten und zusammen mit Evan Wright auch als Autoren tätig.
Regie führten Susanna White (Episode 1–3 und 7) und Simon Cellan Jones (Episode 4, 5 und 6).
Die Serie wurde aufgrund der dem Irak ähnlichen Topographie in Mosambik, Namibia und Südafrika gefilmt. So wurde zum Beispiel die Ankunft in Bagdad in der finalen Episode, in Maputo, der Hauptstadt von Mosambik gedreht.

## Besetzung
Alexander Skarsgård spielt die Rolle von Sergeant Brad Colbert, dem Teamleader des Führungsfahrzeugs, dem Evan Wright, der in der Serie von Lee Tergesen verkörpert wird, zugeteilt war. Der Fahrer des Teams Corporal Josh Ray Person wird von James Ransone dargestellt.
Neben zahlreichen anderen Darstellern spielen zwei ehemalige Soldaten, die zum Zeitpunkt der Invasion im 1st Reconnaissance Battalion dienten, in der Serie eine Rolle. Sergeant Rudolfo Reyes spielt sich selbst und Sergeant Eric Kocher spielt Gunnery Sergeant Rich Barrott. Die beiden waren am Set auch für das Training der anderen Schauspieler zuständig.

## Musik
Zu den Vorgaben, die David Simon den beiden Regisseuren machte, gehörte auch der Verzicht auf einen Soundtrack im herkömmlichen Sinne. Der Einsatz von Musik beschränkt sich daher auf A-cappella-Versionen populärer Songs, die von den Darstellern gesungen werden. Die einzige Ausnahme stellt der Song The Man Comes Around von Johnny Cash dar, der die letzte Szene der Miniserie begleitet. Sämtliche Musik in Generation Kill ist der diegetischen Ebene zuzuordnen.

## Episodenliste
| Nr. | Deutscher Titel            | Originaltitel              | Erstausstrahlung USA | Deutschsprachige Erstausstrahlung (D) | Regie              | Drehbuch                                                            |
| --- | -------------------------- | -------------------------- | -------------------- | ------------------------------------- | ------------------ | ------------------------------------------------------------------- |
| 1   | Willkommen im Irak         | Get Some                   | 13. Juli 2008        | 25. Nov. 2012                         | Susanna White      | David Simon & Ed Burns                                              |
| 2   | Die Wiege der Zivilisation | The Cradle of Civilization | 20. Juli 2008        | 2. Dez. 2012                          | Susanna White      | Handlung: David Simon & Ed Burns Schauspiel: Ed Burns & Evan Wright |
| 3   | Gefährlich nah             | Screwby                    | 27. Juli 2008        | 9. Dez. 2012                          | Susanna White      | Handlung: David Simon & Ed Burns Schauspiel: Ed Burns               |
| 4   | Der Gestank des Todes      | Combat Jack                | 3. Aug. 2008         | 16. Dez. 2012                         | Simon Cellan Jones | Handlung: David Simon & Ed Burns Schauspiel: David Simon            |
| 5   | Hinterhalt                 | A Burning Dog              | 10. Aug. 2008        | 23. Dez. 2012                         | Simon Cellan Jones | Handlung: David Simon & Ed Burns Schauspiel: Evan Wright            |
| 6   | Eskorte                    | Stay Frosty                | 17. Aug. 2008        | 30. Dez. 2012                         | Simon Cellan Jones | Handlung: David Simon & Ed Burns Schauspiel: Ed Burns               |
| 7   | Die Bombe im Garten        | Bomb in the Garden         | 24. Aug. 2008        | 7. Jan. 2013                          | Susanna White      | Handlung: David Simon & Ed Burns Schauspiel: David Simon            |

## Auszeichnungen
Die Serie wurde 2009 in elf Kategorien für einen Emmy nominiert und gewann letztlich drei davon.